# Seriolella brama
Seriolella brama är en fiskart som först beskrevs av Günther, 1860.  Seriolella brama ingår i släktet Seriolella och familjen svartfiskar. Inga underarter finns listade i Catalogue of Life.